# ريبون (كاليفورنيا)
ريبون (بالإنجليزية: Ripon )‏ هي إحدى مدن مقاطعة سان جواكوين، كاليفورنيا. تم إعطاءها لقب مدينة في 27 نوفمبر، 1945.